# Janvier 194
Janvier 194 är ett reservat i Kanada.   Det ligger i provinsen Alberta, i den centrala delen av landet, 2 700 km väster om huvudstaden Ottawa.
I omgivningarna runt Janvier 194 växer i huvudsak blandskog. Trakten runt Janvier 194 är nära nog obefolkad, med mindre än två invånare per kvadratkilometer.